# 约翰·米尼恩
约翰·米尼恩（1949年—），英国著名漫画家。

## 艺术生涯
米尼恩自学成才，从小热爱用黑色水笔画人物漫画像，后来风格自成一派之后，曾为《金融时报》《卫报》《泰晤士报》等英国著名报刊绘制政治漫画，更为一些音乐机构画了大量音乐家的漫画像，声名鹊起。后又自己开办出版社“Checkmate Books”，印制自己所编的图画书。他的作品基本上都是人物漫画像，而且全都是根据照片而非真人所绘，然而每一幅都深得人物神韵，大受欢迎。

## 作品
米尼恩最著名的作品当数为《聆听者》杂志和拿索斯唱片公司等音乐机构所绘制的无数古典音乐作曲家的漫画像。据不完全统计至少有400名作曲家出现在他笔下。这些漫画像在网上以及书本杂志上广泛传播，在古典音乐圈里几乎家喻户晓。在拿索斯唱片公司的网站里便可欣赏到这些作品。